# HD 192699 b
HD 192699 b ist ein Exoplanet, der den gelben Unterriesen HD 192699 umkreist. Auf Grund seiner hohen Masse wird angenommen, dass es sich um einen Gasplaneten handelt.

## Entdeckung
Der Planet wurde mit Hilfe der Radialgeschwindigkeitsmethode entdeckt. Die Daten stammen aus Beobachtungen der Keck- und Lick-Observatorien. Die Entdeckung wurde von John Asher Johnson und Mitarbeitern im August 2007 publiziert. Zugleich wurde die Entdeckung der Exoplaneten HD 175541 b und HD 210702 b bekanntgegeben.

## Bahneigenschaften
Der Planet umkreist seinen Stern in einer mittleren Entfernung von ca. 1,16 Astronomischen Einheiten. Bei seiner relativ hohen Exzentrizität von 14,9 % schwankt der Abstand binnen eines Planetenjahres zwischen 1,15 und 1,33 Astronomischen Einheiten. Ein Umlauf dauert 351,5 Erdtage. Dies ist trotz des im Vergleich zur Erde etwas weiteren Orbits weniger als ein Erdjahr, da HD 192699 b wegen der hohen Masse seines Zentralgestirns eine höhere Bahngeschwindigkeit (36,0 km/s gegenüber 29,8 km/s) hat.

## Physikalische Eigenschaften
HD 192699 b hat eine minimale Masse von ca. 794,8 Erdmassen bzw. 2,5 Jupitermassen. Die wahre Masse kann nicht ohne Kenntnis der Bahnneigung gegen den Beobachterstandort ermittelt werden, bleibt also vorerst unklar. Aller Wahrscheinlichkeit nach hat HD 192699 b eine jupiterähnliche Ausdehnung und ist entsprechend dichter.
Er dürfte, wie die bekannten Gasriesen, überwiegend aus leichten Elementen bestehen, also vor allem Wasserstoff und Helium. HD 192699 b befindet sich auf einer erdähnlichen Umlaufbahn. Allerdings erhält er mehr Wärme durch seinen größeren und leuchtstärkeren Stern. Schätzungen zufolge herrscht auf dem Planeten eine mittlere Temperatur von circa 100 °C. Jahreszeitliche Schwankungen, die dann allerdings den gesamten Planeten betreffen, sind wegen der exzentrischen Bahn anzunehmen. Wahrscheinlich zeigt HD 192699 b eine überwiegend wolkenlose, aufgrund der Rayleigh-Streuung blau erscheinende Oberfläche. Es ist möglich, dass er zumindest im Apastron an den kälteren Polregionen auch weiße Wasserstoffwolken bildet.